# Límit de detecció
En química analítica, el límit de detecció, el límit de detecció inferior, o LOD (límit de detecció), és la quantitat més baixa d'una substància que es pot distingir de l'absència d'aquella substància (un valor en blanc) amb un nivell de confiança declarat (generalment 99%). El límit de detecció s'estima a partir de la mitjana del blanc, la desviació estàndard del blanc i algun factor de confiança. Una altra consideració que afecta el límit de detecció és la precisió del model utilitzat per predir la concentració del senyal analític brut.
Hi ha diversos "límits de detecció" que s'utilitzen habitualment. Aquests inclouen el límit de detecció d'instruments (IDL), el límit de detecció del mètode (MDL), el límit de quantificació pràctica (PQL) i el límit de quantificació (LOQ). Fins i tot quan s'utilitza la mateixa terminologia, hi pot haver diferències en el LOD segons els matisos de quina definició s'utilitza i quin tipus de soroll contribueix a la mesura i calibració.

La figura següent mostra la relació entre el blanc, el límit de detecció (LOD) i el límit de quantificació (LOQ) mostrant la funció de densitat de probabilitats per a mesures normalment distribuïdes en blanc, al LOD definit com a 3 * desviació estàndard de el buit i, a la LOQ, es defineix com a desviació estàndard de 10 * del blanc. Per a un senyal al LOD, l'error alfa (probabilitat de fals positiu) és petit (1%). Tanmateix, l'error beta (probabilitat d'un fals negatiu) és del 50% per a una mostra que té una concentració a la LOD (línia vermella). Això significa que una mostra podria contenir una impuresa en el LOD, però hi ha un 50% de probabilitats que una mesura donés un resultat inferior al LOD. A la LOQ (línia blava) hi ha una possibilitat mínima de fals negatiu.

## Límit de detecció d'instruments
La majoria d'instruments d'anàlisi produeixen un senyal fins i tot quan s'analitza un blanc (matriu sense analit). Aquest senyal es coneix com a nivell de soroll. L'IDL és la concentració d'analits que cal per produir un senyal superior a tres vegades la desviació estàndard del nivell de soroll. Això es pot mesurar pràcticament analitzant 8 o més estàndards a la IDL estimada i, a continuació, calculant la desviació estàndard de les concentracions mesurades d'aquests estàndards. El límit de detecció (segons la IUPAC) és la menor concentració o quantitat absoluta d'analit que té un senyal significativament més gran que el senyal derivat d'un buit de reactiu. Matemàticament, el senyal de l'analític al límit de detecció (Sdl) ve donat per: {\displaystyle S_{dl}=S_{reag}+3\sigma _{reag}}.
on Sreag és el senyal per a un buit de reactiu, σreag és la desviació estàndard coneguda per al senyal de blanc del reactiu.
També s'han desenvolupat altres enfocaments per definir el límit de detecció. En l'espectrometria d'absorció atòmica, normalment el límit de detecció es determina per a un determinat element mitjançant l'anàlisi d'una solució diluïda d'aquest element i el registre de les absorbancies corresponents. L'experiment es repeteix 10 vegades. El 3σ del senyal d'absorbància gravat es pot considerar com el límit de detecció de l'element específic en les condicions experimentals emprades: longitud d'ona, tipus de flama, instrument.